# Билиешти (Вранча)
Билиешти (рум. Biliești) насеље је у Румунији у округу Вранча у општини Билиешти. Oпштина се налази на надморској висини од 32 m.

## Становништво
Према подацима из 2002. године у насељу је живело 2309 становника, од којих су сви румунске националности.